# Ljubov' Galkina
Ljubov' Vladimirovna Galkina (in russo Любовь Владимировна Галкина?; Alapaevsk, 15 marzo 1973) è una tiratrice a segno russa.

## Palmarès

### Olimpiadi
- 3 medaglie:
  - 1 oro (Atene 2004 nella carabina 50 m tre posizioni)
  - 2 argenti (Atene 2004 nella carabina 10 m aria compressa; Pechino 2008 nella carabina 10 m aria compressa)